# Parafia św. Brata Alberta Chmielowskiego w Kwidzynie
Parafia Świętego Brata Alberta Chmielowskiego w Kwidzynie – rzymskokatolicka parafia położona w diecezji elbląskiej, w Dekanacie Kwidzyn - Zatorze (do 2015). Utworzona w 1990. Mieści się przy ulicy Piastowskiej, na Osiedlu Piastowskim.
Dnia 1.06.2004 r. rozpoczęła się rozbudowa kościoła, która trwała przez 7 lat. W wigilię 2004 r. biskup elbląski Jan Styrna poświęcił nowo powstałą świątynię, a dnia 5.02.2012r. na uroczystej Mszy Świętej konsekrował kościół.
1 stycznia 2015 zgodnie z dekretem biskup elbląski Jacek Jezierski wyłączył parafię św Brata Alberta w Kwidzynie z Dekanatu Kwidzyn-Zatorze do Dekanatu Kwidzyn-Śródmieście. 

## Duszpasterze

### Proboszczowie
- ks. Robert Dzikowski 1990-1994
- ks. Czesław Pachałko 1994-2001
- ks. Wiesław Paradowski od 2001

### Wikariusze
- ks. Sławomir Kazimierczuk 2000 -
- ks. Andrzej Piotrowski 2004-2007
- ks. Adam Skrzyński 2007-2010
- ks. Radosław Kluska 2010-2012
- ks. Krystian Krupa 2012-2013
- ks. Tomasz Grzywiński 2013-2014